# Meleto
Meleto (em grego:  Μέλητος, século IV e V a.C.) foi um grego ateniense antigo do demo de Pithus, conhecido por seu papel de promotor no julgamento e subsequente execução do filósofo Sócrates.

## Vida
Pouco se sabe sobre a vida de Meleto além do que é retratado na literatura socrática, particularmente os diálogos de Platão, onde é nomeado como o principal acusador de Sócrates. No Eutífron, Platão descreve Meleto como o mais novo dos três promotores, tendo "um cabelo longo e liso e uma barba mal crescida" e sendo desconhecido de Sócrates antes da acusação. Meleto também é mencionado brevemente no Teeteto.
Dado seu desconforto como orador e sua juventude na época da morte de Sócrates, muitos Sustentam que ele não era o verdadeiro líder do movimento contra o filósofo primitivo, mas era simplesmente o porta-voz de um grupo liderado por Ânito. Meleto era provavelmente um poeta pelo comércio e provavelmente um fanático religioso que estava mais preocupado com alegações de impiedade do que com as acusações de corrupção que foram apresentadas contra Sócrates. Alguns acreditam que Meleto foi motivado principalmente pelos relatos de que Sócrates tinha envergonhado os poetas em sua denúncia como retratado em diálogos, como os Górgias.
O historiador grego posterior Diógenes Laércio relatou duvidosamente que após a execução de Sócrates "os atenienses sentiram tal remorso" que executaram Meleto e baniram seus aliados da cidade. Ele Também argumenta que foi Antístenes, o discípulo de Sócrates e fundador do cinismo, que foi, em grande parte, considerado responsável pela execução de Meleto.

## Julgamento de Sócrates
Durante as três primeiras horas de julgamento, Meleto e os outros dois acusadores ficaram cada um no tribunal de Atenas, no centro da cidade, para entregar discursos previamente elaborados ao júri contra Sócrates. Nenhum registro do discurso de Meleto sobreviveu. No entanto, dentro da Apologia de Sócrates temos o registro de Platão do interrogatório de Sócrates a Meleto, de acordo com a convenção legal ateniense, permitindo ao réu interrogar o acusador. Usando seu método socrático característico, Sócrates faz Meleto parecer um tolo inarticulado. Ele diz que Sócrates corrompe os jovens, e Sócrates é o único a fazê-lo, mas ele não pode fornecer um motivo para Sócrates fazer tal coisa. Sócrates mostra que se ele fizesse isto certamente devia ser na ignorância, pois nenhum homem bom faria intencionalmente mal aqueles que vivem ao seu redor. No que diz respeito à acusação de que Sócrates acreditava em espíritos estranhos e não nos deuses do Estado, Sócrates mostra que Meleto está dizendo que os espíritos são descendentes de deuses e que ninguém acredita em flautas tocando sem flauta ou em prole de cavalos sem cavalos, Sócrates não podia acreditar na descendência de deuses sem acreditar em deuses.